# Маунт-Джексон (Вірджинія)
Маунт-Джексон (англ. Mount Jackson) — місто (англ. town) в США, в окрузі Шенандоа штату Вірджинія. Населення — 1961 особа (2020).

## Географія
Маунт-Джексон розташований за координатами 38°44′21″ пн. ш. 78°38′45″ зх. д. / 38.73917° пн. ш. 78.64583° зх. д. (38.739137, -78.645862).  За даними Бюро перепису населення США в 2010 році місто мало площу 7,10 км², з яких 7,04 км² — суходіл та 0,07 км² — водойми. В 2017 році площа становила 9,61 км², з яких 9,54 км² — суходіл та 0,07 км² — водойми.

## Демографія
Згідно з переписом 2010 року, у місті мешкали 1994 особи в 741 домогосподарстві у складі 525 родин. Густота населення становила 281 особа/км².  Було 843 помешкання (119/км²).
Расовий склад населення:
| - 84,1 % — білих - 1,1 % — чорних або афроамериканців - 0,9 % — корінних американців - 0,7 % — азіатів - 11,4 % — осіб інших рас |

До двох чи більше рас належало 2,0 %. Частка іспаномовних становила 20,5 % від усіх жителів.
За віковим діапазоном населення розподілялося таким чином: 26,2 % — особи молодші 18 років, 60,9 % — особи у віці 18—64 років, 12,9 % — особи у віці 65 років та старші. Медіана віку мешканця становила 36,5 року. На 100 осіб жіночої статі у місті припадало 96,1 чоловіків;  на 100 жінок у віці від 18 років та старших — 98,7 чоловіків також старших 18 років.
Середній дохід на одне домашнє господарство  становив 47 167 доларів США (медіана — 35 750), а середній дохід на одну сім'ю — 53 645 доларів (медіана — 42 283). Медіана доходів становила 37 727 доларів для чоловіків та 25 560 доларів для жінок. За межею бідності перебувало 20,9 % осіб, у тому числі 23,6 % дітей у віці до 18 років та 12,5 % осіб у віці 65 років та старших.
Цивільне працевлаштоване населення становило 1005 осіб. Основні галузі зайнятості: виробництво — 20,3 %, роздрібна торгівля — 16,0 %, освіта, охорона здоров'я та соціальна допомога — 15,8 %.